# Montgaudry
Montgaudry település Franciaországban, Orne megyében. Lakosainak száma 99 fő (2022. január 1.). Montgaudry Pervenchères, Suré, Contilly, Marollette és Belforêt-en-Perche községekkel határos.

## Népesség
A település népességének változása:
| Lakosok száma | 90   | 85   | 82   | 79   | 79   | 79   | 79   | 89   | 99   |
|               | 2013 | 2015 | 2016 | 2017 | 2018 | 2019 | 2020 | 2021 | 2022 |